# Андронов, Николай Иванович
Никола́й Ива́нович Андро́нов (30 апреля 1929, Москва, СССР — 10 ноября 1998, Москва, Российская Федерация)— советский живописец, монументалист, педагог, один из основоположников сурового стиля. Академик РАХ. Народный художник РФ (1996). Лауреат Государственной премии СССР (1979).

## Биография

### Происхождение
Родился в Москве. Отец — профессор математики Иван Кузьмич Андронов. Во время Великой Отечественной войны некоторое время жил в селе у реки Суры, на родине матери — в Чувашской АССР.
С 1943 по 1948 год учился в средней художественной школе в Москве. В 1948 году переехал в Ленинград и поступил в институт живописи, скульптуры и архитектуры имени И. Е. Репина.

### Творческая деятельность
В 1951 году впервые принял участие в групповой выставке произведений ленинградских художников.
В 1952 году женился на Наталье Алексеевне Егоршиной и возвратился в Москву. Продолжил обучение в Московском художественном институте имени В. И. Сурикова, где его учителем стал Дмитрий Мочальский. Окончил институт в 1954 году.
С 1954 по 1956 год работал в городе Куйбышеве. В 1958 году вступил в Московский Союз художников. В 1960 году работал в Сибири.
В 1962 году на выставке «30 лет МОСХа» в Манеже представил картину «Плотогоны». Картину объявили примером «злостного формализма». Андронова исключили из Союза художников, и он уехал в Вологодскую область, в село Ферапонтово возле знаменитого монастыря.
В 1967 году совместно с В. Элькониным и А. Васнецовым создал мозаику на фасаде киноконцертного зала «Октябрь» в Москве. Впервые участвовал в зарубежной выставке, в Париже, затем (в 1970 году) в Праге.
В 1968 году подписал «Письмо 120» в защиту Александра Гинзбурга.
В 1974 году в музее-усадьбе «Абрамцево» состоялась первая персональная выставка Андронова.
С 1976 по 1988 год был председателем секции монументальной живописи МОСХ.
В 1978 году Андронову было присуждено почётное звание «Заслуженный художник РСФСР».
В 1979 году получил Государственную премию СССР за мозаику «Человек и печать» в интерьере здания газеты «Известия», выполненную совместно с А. Васнецовым.
1980 год — росписи в вестибюле гостиницы «Космос» (темпера по левкасу). Росписи восьми лифтовых холлов гостиницы признаны в 1992 году объектом культурного наследние (утрачены в 2000-х годах).
В 1979—1980 годах занимался декоративным оформлением клуба советского посольства в США.
Работал над оформлением Павелецкого вокзала после его реконструкции в 1988 году.
Избран  член-корреспондентом Академии художеств СССР в 1988 году.
С 1992 года вёл мастерскую в Московском художественном институте имени Сурикова. Там же возглавлял созданную по его инициативе кафедру композиции.
Принимал участие в оформлении станций метро «Крестьянская застава» и «Савёловская».
В апреле 1996 года удостоен звания «Народный художник Российской Федерации».
Академик РАХ с 1997 года.
Умер 10 ноября 1998 . Похоронен, как и его отец, на Введенском кладбище (20 уч.).

## Семья
- Жена — Наталья Алексеевна Егоршина (1926—2010) — живописец и художник прикладного искусства, член-корреспондент РАХ (2001)[11].
  - Дочь — Андронова Мария Николаевна (род. 1953) — живописец. Живёт и работает в Москве[12][13].

## Выставки
- 2013 Выставка работ Николая Андронова. Рисунки и акварели разных лет Архивная копия от 8 августа 2017 на Wayback Machine, галерея Открытый клуб, Москва

## Работы находятся в собраниях
- Государственная Третьяковская галерея, Москва
- Государственный Русский музей, Санкт-Петербург
- Московский музей современного искусства
- Институт русского реалистического искусства (ИРРИ), Москва
- Волгоградский музей изобразительных искусств, Волгоград
- Ивановский областной художественный музей, Иваново